# Zeuxidia aurelia
Zeuxidia aurelia is een vlinder uit de familie Nymphalidae. De wetenschappelijke naam van de soort is voor het eerst geldig gepubliceerd in 1777 door Pieter Cramer.